# Gregor Eichele
Gregor Eichele (* 10. September 1952 in Basel) ist ein Schweizer Chemiker und Molekularbiologe.

## Werdegang
Nach seiner Matura am Gymnasium Münchenstein studierte Eichele Chemie und Molekularbiologie. Nach seiner Promotion an der Universität Basel im Jahr 1980 war er von 1981 bis 1984 Postdoktorand auf dem Gebiet der Entwicklungsbiologie an der University of California in San Francisco. Ab 1985 war Eichele Mitglied der Fakultät Molekulare Physiologie und Biophysik der Harvard Medical School in Boston und seit 1991 Professor für Biochemie und Neurobiologie am Baylor College of Medicine, Houston. 1997 wechselte er als Direktor und wissenschaftliches Mitglied zum damaligen Max-Planck-Institut für experimentelle Endokrinologie in Hannover. Seit 2006 ist Eichele Direktor am Max-Planck-Institut für biophysikalische Chemie, jetzt Max-Planck-Institut für Multidisziplinäre Naturwissenschaften. Dort leitet er, inzwischen als Emeritus, die Abteilung Gene und Verhalten. Seine Forschung führt er im Rahmen seiner Emeritusgruppe Rhythmen – Schlagende Zilien und tickende Uhren am selben Institut und am Max-Planck-Institut für Dynamik und Selbstorganisation weiter fort. 2023 wurde er zudem als kommissarischer Leiter der Forschungsgruppe Klinische Neurowissenschaften eingesetzt.
Für seine Forschungstätigkeit wurde er mit mehreren Preisen ausgezeichnet, darunter der Friedrich-Miescher-Preis, der höchsten Schweizer Auszeichnung für Beiträge auf dem Forschungsgebiet der Biochemie.

## Auszeichnungen
- 1991: Friedrich-Miescher-Preis
- 1991: McKnight Neuroscience Development Award
- 2000: Innovation Award in Functional Genomics (Burroughs Wellcome Fund 2000)[2]